# Triglochinura curvispina
Triglochinura curvispina is een hooiwagen uit de familie Gonyleptidae.